# 李哲承 (乒乓球运动员)
李哲承（韓語：이철승，1972年6月29日—），男，韩国前乒乓球运动员，1992年奥运会与姜熙灿搭档，获得男双季军，1996年奥运会改与刘南奎搭档，再获男双季军，职业生涯后期的男双搭档为柳承敏，2000年奥运会获得男双第四名，2006年退役后进入韩国男子乒乓球国家队教练组。

## 主要战绩
- 1992年奥运会与姜熙灿合作，获得男双铜牌
- 1994年亚运会与秋教成合作，获得男双冠军
- 1995年世乒赛男团第三名
- 1996年奥运会与刘南奎合作，获得男双第3名
- 1997年世乒赛混双第三名
- 1998年亚运会与吴尚垠合作，获得男双亚军
- 2000年奥运会男双第四名
- 2001年世乒赛男团第三名，男双八强
- 2002年釜山亚运会与柳承敏合作，获得男双冠军
- 2004年国际乒联巡回赛克罗地亚站、埃及站、美国站男双冠军